# أصل تسمية الصين
أصل تسمية الصين تُشتق من الكلمة الفارسية "چین" (نقحرة: تشين)، وهي أيضًا أصل جميع المسميات الأوروبية المعاصرة لتلك البلاد، ويرجع الفضل في إيصال هذا اللفظ إلى أوروبا، إلى الرحّآلة البندقي ماركو بولو. بالمقابل تجد اللفظة الفارسية أصلها في الكلمة السنسكريتية "تشيناس" (بالسنسكريتية: चीन)، وهو الاسم الذي استخدم للصين في بلاد الهند منذ حوالي سنة 150.
قال عدد من المؤرخين والخبراء اللغويين بأصول مختلفة لكلمة «الصين»، لكن أبرز تلك النظريات وأكثرها شيوعًا، هي التي قال بها المؤرخ الإيطالي «مارتينو مارتيني»، ومفادها أن «صين» مشتقة من كلمة «تشين» (بالصينية: 秦)، وهي أقصى الممالك وقوعًا إلى الغرب في عهد سلالة تشو، أو تيمنًا بسلالة تشين (221 – 206 ق.م) التي خلفتها في حكم البلاد. تنص مخطوطة «مهابهاراتا» الهندوسية، و«مجموعة قوانين مانو»، أن بلاد «تشيناس» تقع شرق الهند، وراء الحدود التبتية البورميّة. من التفسيرات الأخرى لأصل اسم هذه المنطقة، ما قيل بأنها مُشتقة من الاسم الذي أطلقه شعب مملكة «يلانغ» القديمة على أنفسهم، حيث كتبوا أنهم «زينيّون» وبلادهم هي «زاينا».